# Mustafa Pascha (Hamidiye-Kommandeur)
Mustafa Pascha (kurd. Mistefa Paşa; gest. 1902) war ein Hamidiye-Kommandeur und Stammesführer der kurdischen Mîran in der Region des früheren Emirats Botan im ausgehenden 19. Jahrhundert und Anfang des 20. Jahrhunderts. Er gehörte zu jenen Hamidiye-Führern, die durch ihre Macht zu einer Bedrohung für den osmanischen Staat wurden.

## Leben und Bedeutung
Über Geburt, Kindheit und Leben Mustafa Pascha sind keine Informationen erhalten. Sein Großvater war Temer Agha und sein Vater İbrahim Agha. Zeitgenossen beschrieben ihn als groß, furchteinflößend und bärtig.
Zum Stammesführer der Mîran wurde Mustafa 1883 oder 1884 einstimmig durch Vertreter der verschiedenen Clans gewählt. Die halbnomadischen Mîran waren zu jener Zeit einer der drei größten kurdischen Stämme. Zu ihnen gehörten ca. 8.000 Familien.
Als ihr Stammesführer wurde Mustafa von Sultan Abdülhamid II. mit weiteren Stammesführern und einem Gefolge von 500 Mann im Jahr 1891 nach Istanbul gerufen und zum Führer des 48. Regiments der dort gegründeten Stammesmiliz der Hamidiye ernannt. Er erhielt dabei den Titel Pascha und auch das Kommando über die Stämme der Konföderation der Çoxsor und Şillet. Der Altorientalist und Reisende Carl Friedrich Lehmann-Haupt beschrieb den Machtbereich Mustafa Paschas alsbald nach seiner Amtseinführung als „kleines Königreich“.
Mustafa Pascha erhob Wegzölle von Karawanen und Lastflößen und seine Männer plünderten im großen Umkreis. In osmanischen Dokumenten sind zahlreiche Fälle von Mord, Raub, Entführung und Brandschatzung dokumentiert, an denen Mustafa Pascha führend beteiligt war. Er wurde jedoch nie dafür zur Rechenschaft gezogen, obwohl zahlreiche Eingaben gegen ihn getätigt und Untersuchungen eingeleitet wurden. Dies war insbesondere dem Schwager des Sultans Zeki Pascha, Befehlshaber des 4. Armeekorps, zu verdanken, dessen Aufgabe es war, die Hamidiye-Regimenter zu kontrollieren. Zeki Pascha schützte die Hamidiye-Regimenter und entzog sie der Gerichtsbarkeit. Mustafa Pascha gründete seine Macht auf Gewalt und nicht auf Konsens wie die kurdischen Führer vor ihm und behauptete seine Unabhängigkeit vom Osmanischen Reich. Şerif Mardin berichtet, dass der junge Said Nursî Mustafa Pascha wegen des gesetzlosen Treibens aufsuchte und ihn aufforderte, ein guter Muslim zu werden. Mustafa Pascha soll Said Nursî einer Art Prüfung der religiösen Gelehrsamkeit unterzogen haben, die Said Nursî bestanden habe. Daraufhin habe Mustafa Pascha Said ein Gewehr geschenkt und ihm versprochen, fünfmal täglich das rituelle Gebet zu verrichten.
Im Jahr 1902 wurde Mustafa Pascha bei einer bewaffneten Auseinandersetzung getötet. Mustafa Pascha hinterließ fünf Söhne İbrahim, Aldülkerim, Naif, Şelaş und Berces. Der älteste Sohn İbrahim  wurde von den Stammesnotablen als ungeeignet betrachtet, da er als zu nervös galt. Daher ersuchte man den Sultan, den Zweitgeboren Abdülkerim als Nachfolger anzuerkennen, was von der Hohen Pforte bestätigt wurde. Abdülkerim sollte später eine Stammesmiliz im Balkankrieg anführen.

## Trivia
Im Volksmund wurde Mustafa Pascha „Mistoyê Mirî“ genannt. Dabei ist „Misto“ die kurdische Kurzform von Mistefa, bzw. Mustafa.